# Obora u Boskovic
Obora ist eine Gemeinde in Tschechien. Sie liegt sechs Kilometer südwestlich von Boskovice und gehört zum Okres Blansko.

## Geographie
Obora befindet sich am westlichen Fuße des Drahaner Berglandes in der Boskowitzer Furche. Das Dorf liegt rechtsseitig über dem Tal der Svitava. Südwestlich erhebt sich der Velký Chlum, auch Bořitovský Chlum (460 m), im Westen der Malý Chlum, auch Oborský Chlum, (488 m) und nordwestlich der Na Kamencích (428 m). Zweieinhalb Kilometer westlich des Dorfes führt die Straße I/43/E 461 vorbei, dahinter liegen die Dämme der unvollendeten Reichsautobahn Wien-Breslau.
Nachbarorte sind Jabloňany im Norden, Lhota Rapotina und Újezd u Boskovic im Nordosten, Němčice im Osten, Doubravice nad Svitavou im Südosten, Klemov und Bořitov im Süden, Huť svaté Antonie und Perná im Südwesten, Lysice im Westen sowie Krhov im Nordwesten.

## Geschichte

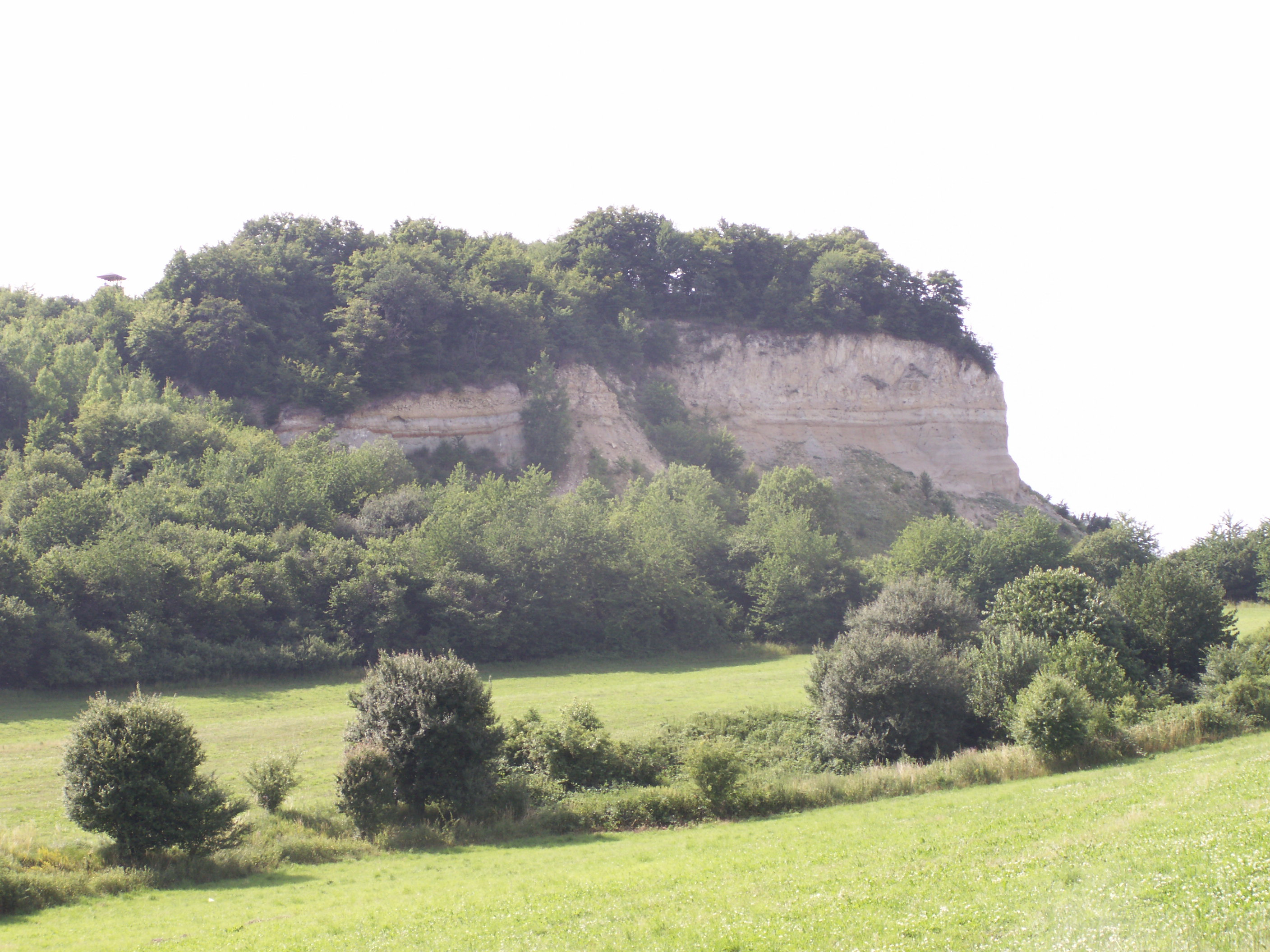
Steinbruch am Malý Chlum

Erstmals urkundlich erwähnt wurde das Dorf im Jahre 1360. Zu den vielfach wechselnden Besitzern gehörte im 14. Jahrhundert Vít Spík von Obora, dessen Wappen – ein silberner Schild mit schwarzem Dach – sich im heutigen Gemeindewappen wiederfindet. Zu Beginn des 16. Jahrhunderts wurde Obora an die Herrschaft Boskovice angeschlossen. Westlich des Dorfes erfolgte Bergbau auf Alaun, Salpeter und Kohle. Im 17. Jahrhundert wurde an der Stelle der Ansiedlung Huť svaté Antonie eine Alaunsiederei angelegt. Pfarrort ist seit eh und jeh Doubravice nad Svitavou.
Nach der Aufhebung der Patrimonialherrschaften bildete Obora mit dem Ortsteil Huť svaté Antonie ab 1850 eine Gemeinde in der Bezirkshauptmannschaft Boskovice. Auf dem Velký Chlum errichtete Stanislav Rolínek vor seinen 1929 begonnenen Arbeiten an der Höhle der schlafenden Ritter vom Blaník bei Rudka mehrere Sandsteinfiguren hussitischer Kämpfer. Zu Beginn des Jahres 1939 erfolgten westlich des Dorfes die Vorarbeiten für den Bau der Reichsautobahn Wien-Breslau. Nach den ersten Plänen sollten dafür beide Chlumhügel abgetragen werden. Da sich dieses Vorhaben als undurchführbar erwies, erfolgte die Trassierung westlich der Hügel. Nachdem die Trasse weitgehend herstellt war, wurden die Arbeiten 1942 wegen der veränderten Kriegslage eingestellt. Nach der Auflösung des Okres Boskovice kam die Gemeinde mit Beginn des Jahres 1961 zum Okres Blansko. Obora führt seit dem Jahre 2001 ein Wappen und Banner. Von der früheren Bergbautätigkeit zeugen zwischen Obora und den beiden Chlum mehrere birkenbestandene Halden.
Obora erlangte als paläontologische Fundstätte Bedeutung. Einige der aufgefundenen versteinerten Fossilien erhielten den Namen Oboria.

## Gemeindegliederung
Für die Gemeinde Obora sind keine Ortsteile ausgewiesen. Grundsiedlungseinheiten sind Huť svaté Antonie (Antonienhütte) und Obora.

## Sehenswürdigkeiten
- Kapelle, geweiht im Jahre 2008
- Glockenturm

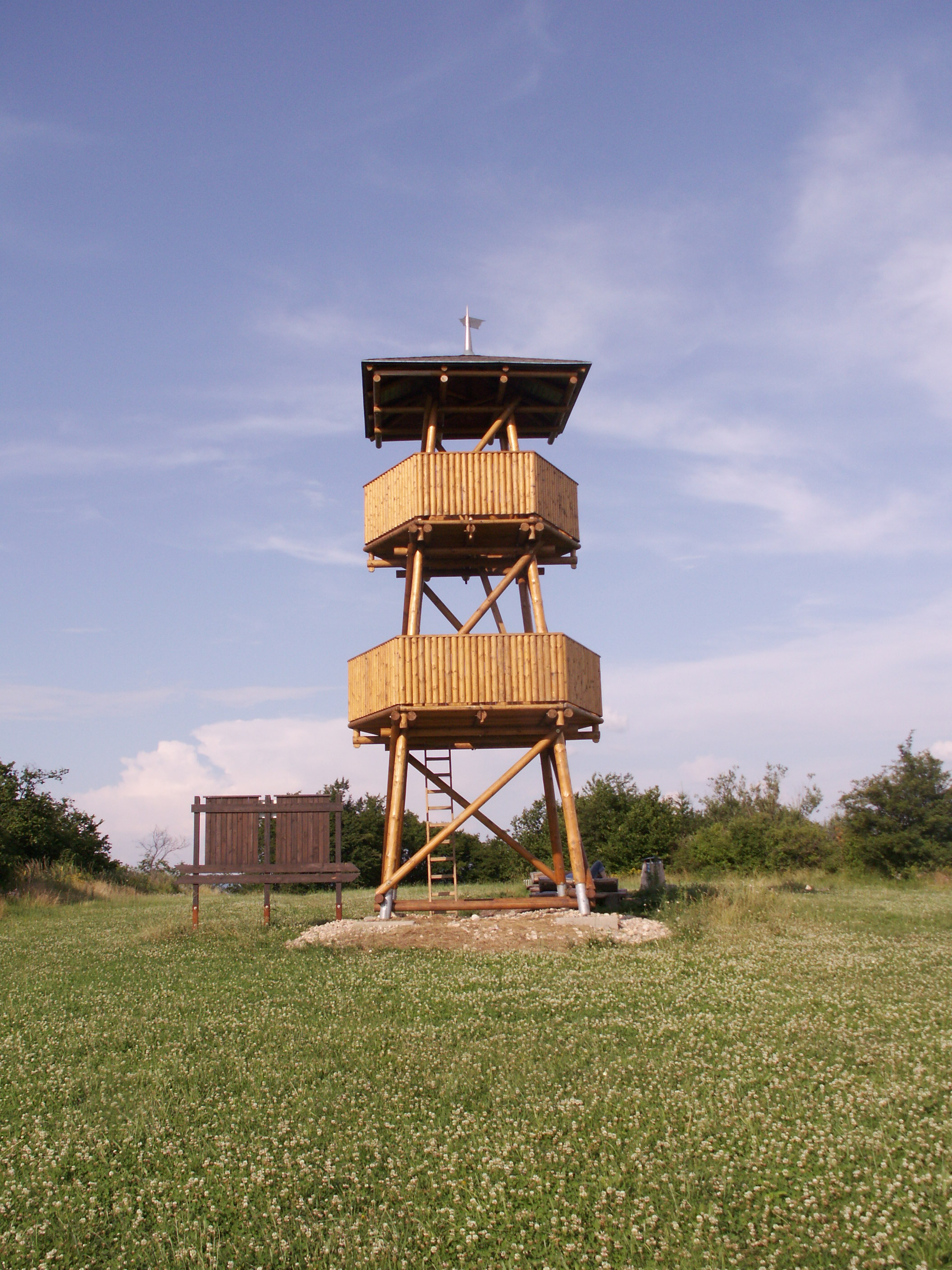
Aussichtsturm auf dem Malý Chlum

- barocke Statue des hl. Johannes von Nepomuk
- Malý Chlum mit 10 m hohem Aussichtsturm, südlich des Dorfes
- Sandsteinskulpturen von Stanislav Rolínek am Malý und Velký Chlum, geschaffen vor 1929
- Denkmal für die Opfer des Ersten Weltkrieges, enthüllt 1921